# III. Theodosziosz bizánci császár
III. Theodosziosz (ógörögül: Θεοδόσιος Γ΄, latinul: Theodosius III, (Konstantinápoly, 7. század – Epheszosz, 722), uralkodott 715 májusa – 717. március 25.) a Bizánci Birodalom császára volt, akit II. Anasztasziosz ellenében tettek trónra az Opszikion thema katonái.
Adramüttium vidékének korábbi adószedője eleinte nem is akart az uralkodói székbe ülni, még el is menekült a megtiszteltetés elől, ám megtalálták, és a közakarat nyomására kénytelen volt megtenni ezt a lépést. Miután féléves polgárháborút követően bejutott Konstantinápolyba, és elfoglalta a Nikaia városába menekült II. Anasztasziosz trónját, anatóliai lázadásokkal és a támadó arab flottával kellett megbirkóznia. 
Mindjárt koronázása után fellázadt ellene León, az Anatolikon thema, és kijelölt veje, Artabaszdosz, az Armeniakon thema helytartója. Theodoszioszt mindössze az Opszikion thema területén támogatták, így az eredmény előre tudható volt. A keleti tartományok hadai Nicomedia városában elfogták az egész udvartartást a császárral együtt, aki tárgyalásokat követően saját és fia nevében is lemondott a trónról. Epheszoszba vonult vissza szerzetesként, további sorsa nem ismeretes.